# Supercupa Europei 2018
Supercupa Europei 2018 a fost cea de-a 43-a ediție a Supercupei Europene, un meci anual de fotbal,organizat de UEFA și disputată între campionii en-titre a celor două competiții anuale europene, UEFA Champions League și UEFA Europa League. Meciul s-a jucat între Real Madrid, câștigătoarea 2017-18 UEFA Champions League și Atletico Madrid, câștigătoarea 2017-18 UEFA Europa League.
Partida s-a disputat la A. Le Coq Arena din Tallinn, Estonia, pe data de 14 august 2018, și a fost prima finală de cupă europeană care a avut loc în Estonia.

## Stadion
Stadionul  A. Le Coq Arena a fost anunțat ca fiind gazda supercupei pe 15 septembrie 2016, în urma deciziei Comitetului Executiv al UEFA, la întâlnirea din Atena, Grecia. Stadionul a fost cunoscut ca Lilleküla Arena din cauza reglementări UEFA în privința sponsorului.

## Echipe
| Echipa          | Calificare                                | Participare anterioară (bold indică câștigători) |
| --------------- | ----------------------------------------- | ------------------------------------------------ |
| Real Madrid     | Câștigătoarea Liga Campionilor 2017-2018  | 1998, 2000, 2002, 2014, 2016                     |
| Atletico Madrid | Câștigătorii UEFA Europa League 2017-2018 | 2010, 2012                                       |

## Meci
Câștigătoarea Liga Campionilor 2017-18 a fost desemnată ca echipa ce joacă ”acasă” pentru scopuri administrative.
| Real Madrid                  | 2–4 (Prelungiri) (d.p.) | Atlético Madrid                  |
| ---------------------------- | ----------------------- | -------------------------------- |
| Benzema 27' Ramos 63' (pen.) | Raport                  | Costa 1', 79' Saúl 98' Koke 104' |

| Real Madrid | Atlético Madrid |

| GK              | 1  | Keylor Navas      |       |      |
| RB              | 2  | Dani Carvajal     |       |      |
| CB              | 4  | Sergio Ramos (c)  | 112'  |      |
| CB              | 5  | Raphaël Varane    |       |      |
| LB              | 12 | Marcelo           | 54'   |      |
| DM              | 14 | Casemiro          |       | 76'  |
| CM              | 8  | Toni Kroos        |       | 102' |
| CM              | 22 | Isco              |       | 83'  |
| RF              | 11 | Gareth Bale       |       |      |
| CF              | 9  | Karim Benzema     |       |      |
| LF              | 20 | Marco Asensio     | 35'   | 57'  |
| Rezerve:        |    |                   |       |      |
| GK              | 13 | Kiko Casilla      |       |      |
| GK              | 26 | Andriy Lunin      |       |      |
| DF              | 6  | Nacho             |       |      |
| DF              | 29 | Sergio Reguilón   |       |      |
| DF              | 31 | Javier Sánchez    |       |      |
| MF              | 10 | Luka Modrić       | 101'  | 57'  |
| MF              | 18 | Marcos Llorente   |       |      |
| MF              | 24 | Dani Ceballos     | 90+1' | 76'  |
| MF              | 27 | Federico Valverde |       |      |
| FW              | 17 | Lucas Vázquez     |       | 83'  |
| FW              | 21 | Borja Mayoral     |       | 102' |
| FW              | 28 | Vinícius Júnior   |       |      |
| Manager:        |    |                   |       |      |
| Julen Lopetegui |    |                   |       |      |

| GK            | 13 | Jan Oblak         |        |       |
| RB            | 20 | Juanfran          |        |       |
| CB            | 15 | Stefan Savić      |        |       |
| CB            | 2  | Diego Godín (c)   |        |       |
| LB            | 21 | Lucas Hernández   |        |       |
| RM            | 11 | Thomas Lemar      |        | 90+1' |
| CM            | 14 | Rodri             |        | 71'   |
| CM            | 8  | Saúl Ñíguez       |        |       |
| LM            | 6  | Koke              |        |       |
| CF            | 19 | Diego Costa       | 62'    | 109'  |
| CF            | 7  | Antoine Griezmann |        | 57'   |
| Rezerve:      |    |                   |        |       |
| GK            | 1  | Antonio Adán      |        |       |
| GK            | 37 | Alex Dos Santos   |        |       |
| DF            | 3  | Filipe Luís       |        |       |
| DF            | 4  | Santiago Arias    |        |       |
| DF            | 24 | José Giménez      |        | 109'  |
| MF            | 5  | Thomas Partey     |        | 90+1' |
| MF            | 23 | Vitolo            | 105+3' | 71'   |
| MF            | 30 | Roberto Olabe     |        |       |
| FW            | 9  | Nikola Kalinić    |        |       |
| FW            | 10 | Ángel Correa      | 60'    | 57'   |
| FW            | 18 | Gelson Martins    |        |       |
| Manager:      |    |                   |        |       |
| Germán Burgos |    |                   |        |       |

1. ↑  Atlético Madrid manager Diego Simeone was given a four-match touchline ban in UEFA competitions following the 2017–18 UEFA Europa League semi-final first leg. Assistant manager and compatriot Germán Burgos filled in as manager.[3]